# Vernon Booher
Vernon Elwood Booher (2 de abril de 1907 - 24 de abril de 1929) fue un asesino en masa canadiense que mató a cuatro personas, entre ellas a su madre y a su hermano, en Mannville, Alberta, el 9 de julio de 1928. Disparó a sus víctimas con un rifle. Booher fue declarado culpable de los cuatro asesinatos, condenado a muerte y ejecutado en la horca en 1929.

## Asesinatos
El 9 de julio de 1928, alrededor de las 7:30 p. m., Booher mató a tiros a su madre, Eunice Mae Booher (nacida el 4 de diciembre de 1885), a su hermano, Fred Booher (nacido el 9 de mayo de 1903), y a dos trabajadores agrícolas, Gabriel Grombey y Wasyl Rozak, con un rifle Lee-Enfield calibre .303. Vernon había robado el rifle a un vecino llamado C. Stevenson, cuya granja estaba ubicada 1,6 km de la de Booher.
Eunice fue encontrada sentada en la mesa del comedor, con un disparo en la nuca. Aparentemente, estaba preparando la cena cuando fue asesinada, ya que había un bol de fruta en la mesa del comedor, un pastel en la encimera de la cocina y una olla llena de arroz que se estaba preparando en la estufa. Fred fue encontrado cerca, en la puerta de la cocina, con un disparo en la boca y la espalda. Probablemente había corrido a la cocina después de escuchar que le disparaban a su madre. Rozak, un inmigrante polaco también conocido como "Bill", fue encontrado en el barracón, con un disparo en la barbilla. Grombey fue el último en ser encontrado en el granero, con un disparo en la nuca. Vernon tenía la intención de incriminar a Grombey por el asesinato, planeando arrojar su cuerpo y el rifle a un cuerpo de agua. Sin embargo, se le acabó el tiempo. Vernon fue arrestado poco después.
Tres miembros de la familia Booher no estaban presentes en la granja cuando ocurrieron los asesinatos. El padre de Vernon, Henry Booher, estaba de viaje de negocios en otra granja aproximadamente a casi 3 km de la casa esa noche. Las hermanas menores de Vernon, Dorthy y Algerto, asistían a un entrenamiento de baloncesto en Mannville.
Cuando llegaron las autoridades, Booher afirmó que estaba en el pasto, cuidando a las vacas, cuando escuchó los disparos. Corrió de regreso a la granja y encontró a su madre y a su hermano muertos, luego corrió a casa de un vecino llamado Alex Ross para llamar a la policía.

## Investigación
El arma utilizada en el asesinato fue encontrada el domingo 19 de julio de 1928, a unos 235 metros de la casa de los Booher. Se dice que Vernon se deshizo de ella mientras corría hacia la granja de los Ross.
El caso de Booher llamó la atención mediática después de que Adolph Langsner, un psiquiatra que afirmaba poder leer la mente, supuso correctamente que Booher era el asesino y dónde había escondido el arma utilizada.

## Confesión y juicio
El primer juicio de Vernon comenzó el 18 de julio de 1928. El jurado estaba compuesto por 6 hombres, todos de Mannville. Vernon fue descrito como "frío" y "tranquilo" cuando presentó su defensa, y no mostró ningún remordimiento más adelante en el juicio.
Debido a la acumulación de evidencias, Vernon confesó el crimen el lunes 22 de julio. Afirmó que había matado a su madre porque a ella no le gustaba su novia, y que había matado a los demás porque eran testigos. También se informó de que había tensión con su hermano Fred, ya que a él le iba mejor económica y socialmente que a Vernon. Su novia en ese momento trabajaba en un hospital local y Vernon solía fingir heridas para no ir a trabajar e ir a visitarla.
Booher confesó y dijo que mató a su madre porque no le gustaba su novia, y mató a los demás porque eran testigos. Fue acusado de cuatro cargos de asesinato, declarado culpable y recibió una sentencia de muerte obligatoria sin recomendación de clemencia.
En la apelación, Booher ganó un nuevo juicio y se suprimió su confesión. Fue declarado culpable por segunda vez y recibió otra sentencia de muerte obligatoria sin recomendación de clemencia.

## Ejecución
Durante su encarcelamiento, fue descrito como un preso modelo. La mañana de su ejecución, su última comida consistió en tocino, huevos, tostadas y café. Rechazó la oferta de tranquilizantes para aliviar los nervios antes de la ejecución. Prefirió ser ejecutado con su propia ropa y no con traje de luto como era costumbre. Vernon Booher fue ejecutado por ahorcamiento en la cárcel provincial de Fort Saskatchewan el 24 de abril de 1929. Fue enterrado en el cementerio de la cárcel de Fort Saskatchewan.

## Secuelas
El asesinato de la familia Booher fue descrito como uno de los crímenes más atroces ocurridos en la historia del oeste de Canadá y sorprendió a muchos residentes de Mannville. Se escribió mucho sobre él en publicaciones como Edmonton Journal, The Calgary Herald, The Calgary Albertan y Edmonton Bulletin.